# Nerito (Crognaleto)
Nerito è una frazione del comune sparso di Crognaleto, in provincia di Teramo, dove si trova la sede comunale.

## Geografia fisica
La frazione si colloca tra scorci di natura ancora incontaminata, fra le sorgenti del fiume Vomano ed i Monti della Laga. Transita qui un tratto della grande Ippovia del Gran Sasso.

## Origini del nome
Il suo nome deriva probabilmente dalla lingua prelatina e significa corso di acqua che con il suffisso it (cum) divenendo Naritum dava corpo a "posto dell'acqua". A trovarsi però oggi a Nerito appunto, ne saremmo sorpresi non vedendo nei paraggi né fiumi né rivoli di sorta. Ma nel tempo potrebbero esserci stati sconvolgimenti significativi rispetto a possibili antiche risorgive o corsi d'acqua.

## Storia
Il centro abitato, prevalentemente ottocentesco, ha assunto valenza quando, annesso nel 1813 al Comune di Crognaleto, ne divenne sede municipale dal 1896.

## Monumenti e luoghi d'interesse
- Chiesa dei Santi Pietro e Paolo - Eretta nel XIX secolo e propria della giurisdizione del Vescovo di Penne è l'unica memoria antica di una frazione oggi invece moderna e vivace.

## Eventi

### I boschi e il Fuoco di Natale
Il dominio dei boschi non poteva non indirizzare, fin dai tempi della memoria, l'economia locale al loro sfruttamento, ed è così che ancora oggi vitali risultano le imprese boschive e quanto alle stesse connesso. È sempre il boscaiolo o meglio, il legno, a tenere vive le memorie del passato e le tradizioni. Sono di fatto due le manifestazioni che oramai contraddistinguono il borgo di Nerito, la Festa del Boscaiolo che nell'agosto di ogni anno vede, nei campi sportivi del paese, boscaioli da tutta Italia cimentarsi in tipiche prove di abilità e forza, non solo sportive e, soprattutto il Fuoco di Natale. Il Fuoco di Natale, unico nel panorama provinciale, di antichissima risalenza, proprio per l'importanza dell'economia boschiva è alla stessa legato come rito propiziatorio di natura solstiziale con significato di purificazione e rinascita. Proprio per questo significato è legato con i riti religiosi cristiani della vigilia del Natale, quando nella piazza grande si dà fuoco ad una enorme pira che, continuamente alimentata dai cittadini, si spegne il giorno della Epifania. Quintali di legna vengono riversati nel fuoco, creando così motivo di incontro e sosta come nei vecchi fuochi domestici dove tra semplici chiacchiere e racconti di anziani si passavano le notti.

## Galleria d'immagini

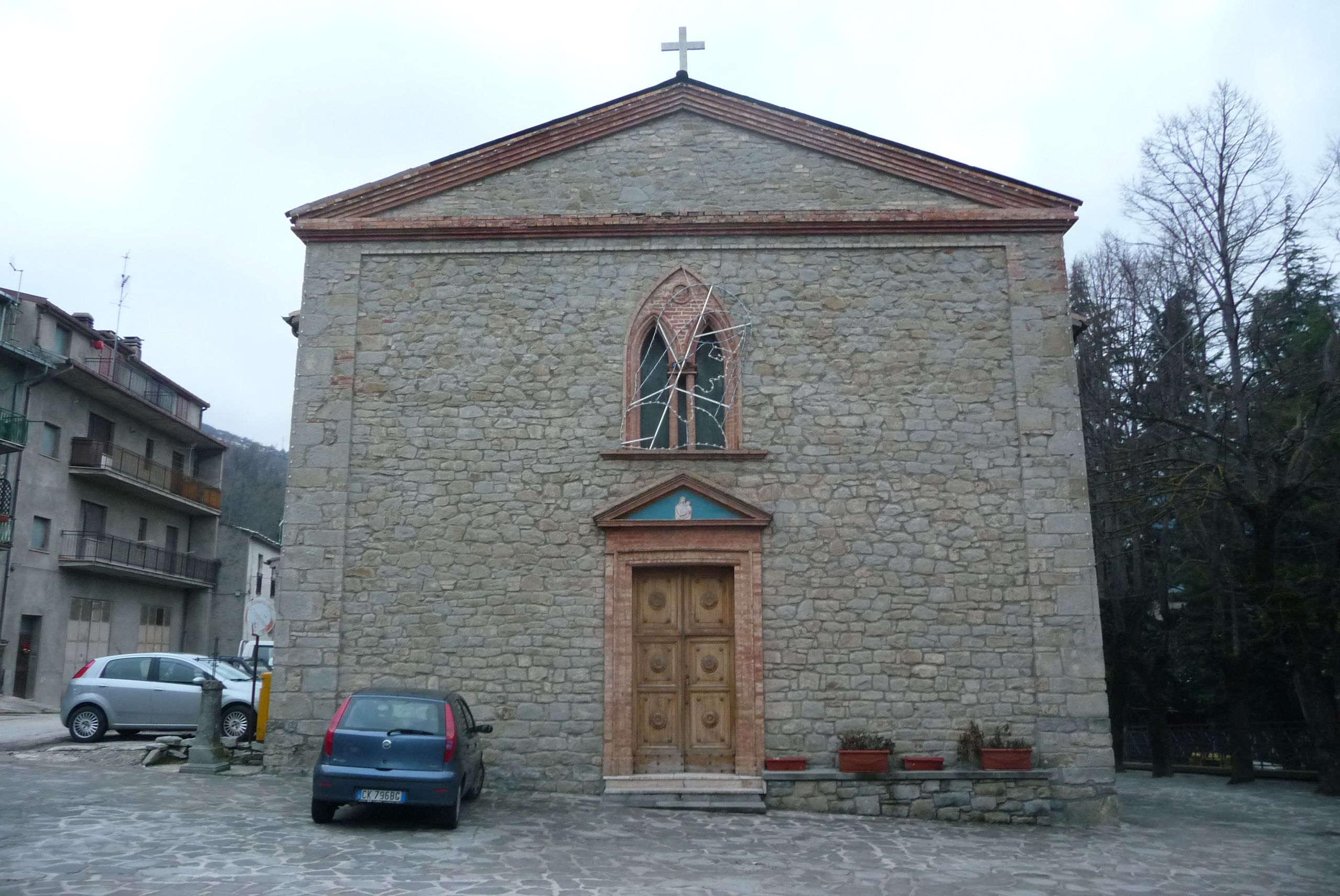
Chiesa parrocchiale dedicata ai Santi Pietro e Paolo a Nerito di Crognaleto
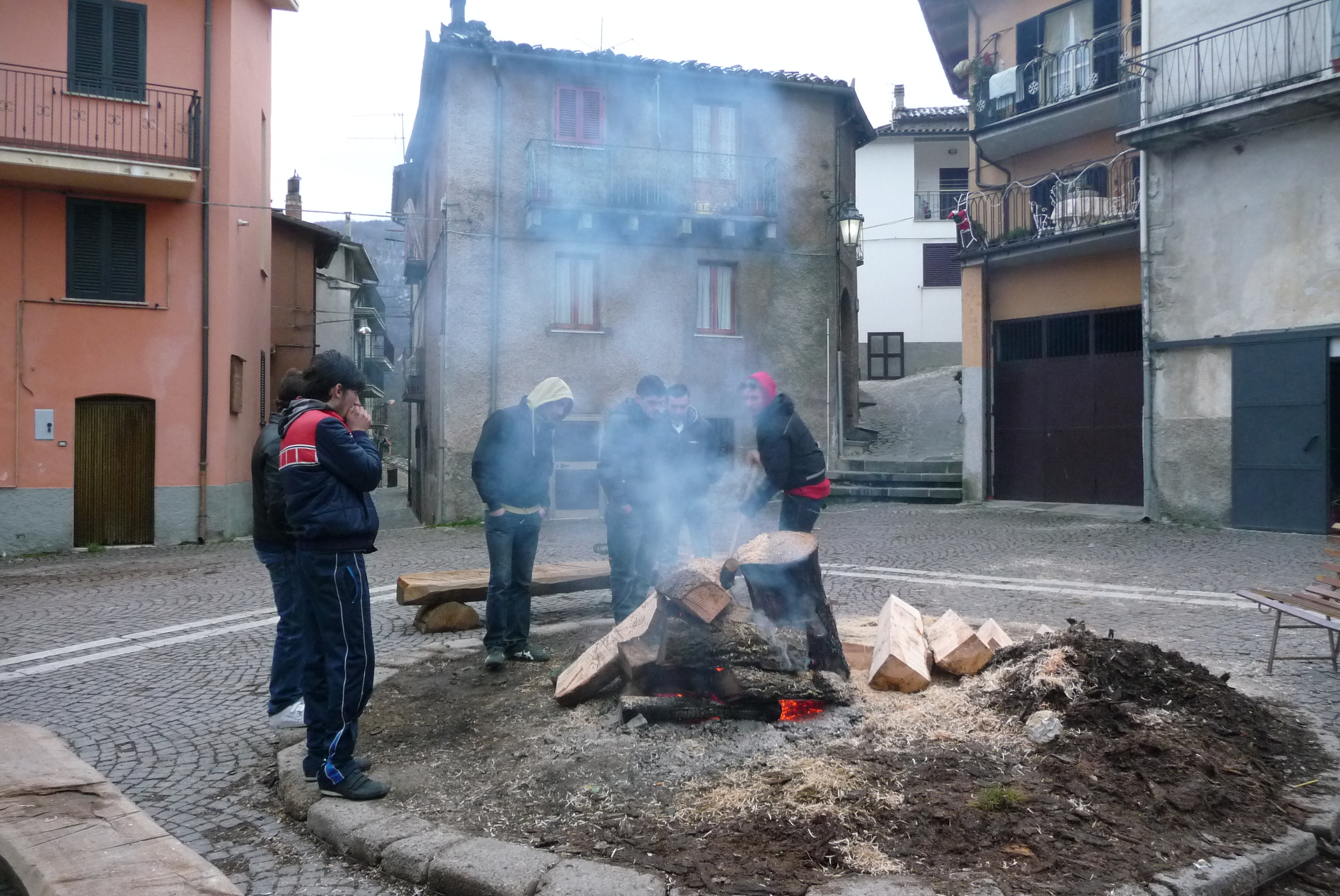
Il fuoco di Natale di Nerito. Acceso ogni anno alla Vigilia di Natale è mantenuto costantemente vivo, giorno e notte, fino all'Epifania